# Лембер, Мати
Мати Лембер (эст. Mati Lember; 21 июля 1985, Таллин) — эстонский футболист, опорный полузащитник. Выступал за национальную сборную Эстонии.

## Биография

### Клубная карьера
С 15-летнего возраста выступал на взрослом уровне за команды, входившие в систему таллинской «Флоры» — «Курессааре», «Валга», «Тервис». В высшем дивизионе Эстонии дебютировал 28 июля 2001 года в составе «Курессааре» в матче против ТФМК (1:7), выйдя на замену в перерыве вместо Райво Ныммика. За основной состав «Флоры» провёл 7 матчей в сезоне 2004 года. В 2005—2007 годах был основным игроком «Тулевика» (Вильянди).
В 2008 году провёл полсезона в составе «Нымме Калью», затем полтора года играл за «Калев» (Таллин). С 2010 года до конца карьеры играл за любительские клубы низших дивизионов.

### Карьера в сборной
Выступал за юношеские и молодёжные сборные Эстонии, начиная с 15 лет.
В национальную сборную Эстонии был вызван в конце сезона 2004 года для участия в международном турнире в Таиланде. 30 ноября 2004 года сыграл дебютный матч за сборную против команды Таиланда, а спустя два дня провёл свой второй и последний матч против сборной Венгрии.